# Pray Anything
«Pray Anything» (с англ. — «Помолись о чём-нибудь») — десятый эпизод четырнадцатого сезона мультсериала «Симпсоны». Впервые вышел в эфир 9 февраля 2003 года.

## Сюжет
Симпсоны идут на матч по женскому баскетболу. Помимо самого матча, одному счастливчику выпадает честь попытаться забросить мяч в корзину. Им оказывается Нед Фландерс. Перед броском Нед молится и ему удаётся забросить мяч. В награду соседу Симпсонов дают чек на 50 тысяч долларов, которые тот желает потратить на благотворительность (за что ему дают ещё один чек уже на 100 тысяч долларов). А после матча его отвозят домой на специальном хотдогомобиле. Это вызывает у Гомера чувство зависти. Глава семейства решает выпытать у соседа, в чём причина его постоянной удачи, и узнаёт, что кроме тяжкого труда, честной жизни и гигиены, своим везением Нед обязан молитве. Тогда Гомер принимается молиться Богу о каждой мелочи: например, найти пульт или чтобы по телевизору показали нечто необычное. По дороге с работы Гомер просит у Бога, чтобы тот придумал новое блюдо (после аварии грузовиков с помадкой и беконом как раз такое «блюдо» попадает Гомеру в руки). А в доме Симпсонов не лучшие условия: водосточная труба заросла корнями, стена обветшала, в общем пора бы новый дом поискать. Пожаловавшись Господу на обветшалый дом Симпсонов и попросив новый, Гомер упал в вырытую у Спрингфилдской церкви яму и сломал себе ногу. Адвокат Ларри-Младший предлагает Гомеру засудить церковь, и глава семейства не долго думая соглашается. Церковь признают виновной, Преподобный Лавджой должен выплатить Симпсону-старшему один миллион долларов. Поскольку таких денег у церкви нет, в качестве компенсации ущерба Гомер получает саму церковь.
Симпсоны переезжают жить в церковь и вскоре она перестаёт быть похожей на себя: Гомер смотрит телевизор в зале для проповедей в нижнем белье, там же он слушает рок-музыку, играя на кресте как на гитаре, разгоняет Анонимных Алкоголиков и устраивает грандиозную вечеринку для всех своих друзей. А Мардж тем временем находится в кегельбане «Боулинг у Барни», где несколько горожан собрались, чтобы послушать проповедь Лавджоя, но ему постоянно мешают игроки в боулинг. Не сумев провести нормальную проповедь, Лавджой вместе с женой уезжает из города навсегда. Но горожане не обращают на это внимания (кроме Фландерса, разумеется), а в самой церкви уже успели нарушить все Десять Заповедей. Вскоре в небо попадает дым от большого костра и начинается сильный ливень с молнией, поразившей Гомера прямо в рот, когда он начал просить у Бога, чтобы он превратил капли дождя в вино. Нед решает, что начался второй Всемирный Потоп, и вместе с детьми уплывает из города на своём ковчеге. А тем временем горожане понимают, что именно Гомер заставил их грешить, и решают его убить. Но тут вовремя подоспел Преподобный Лавджой на своём вертолёте. Он убеждает горожан помолиться и просит Господа пощадить Спрингфилд, ведь его совратил «дьявол в синих штанах». Дождь проходит, и вода утекает. Все счастливы и довольны, вот только Лиза твёрдо уверена в том, что всё случившееся — не что иное как простое природное совпадение. Но, посмотрев на небеса, мы можем увидеть Бога, Будду… и Полковника Сандерса, которые сидят на облаках, разговаривают и едят жаренных цыплят.